# Baie Lazournaïa

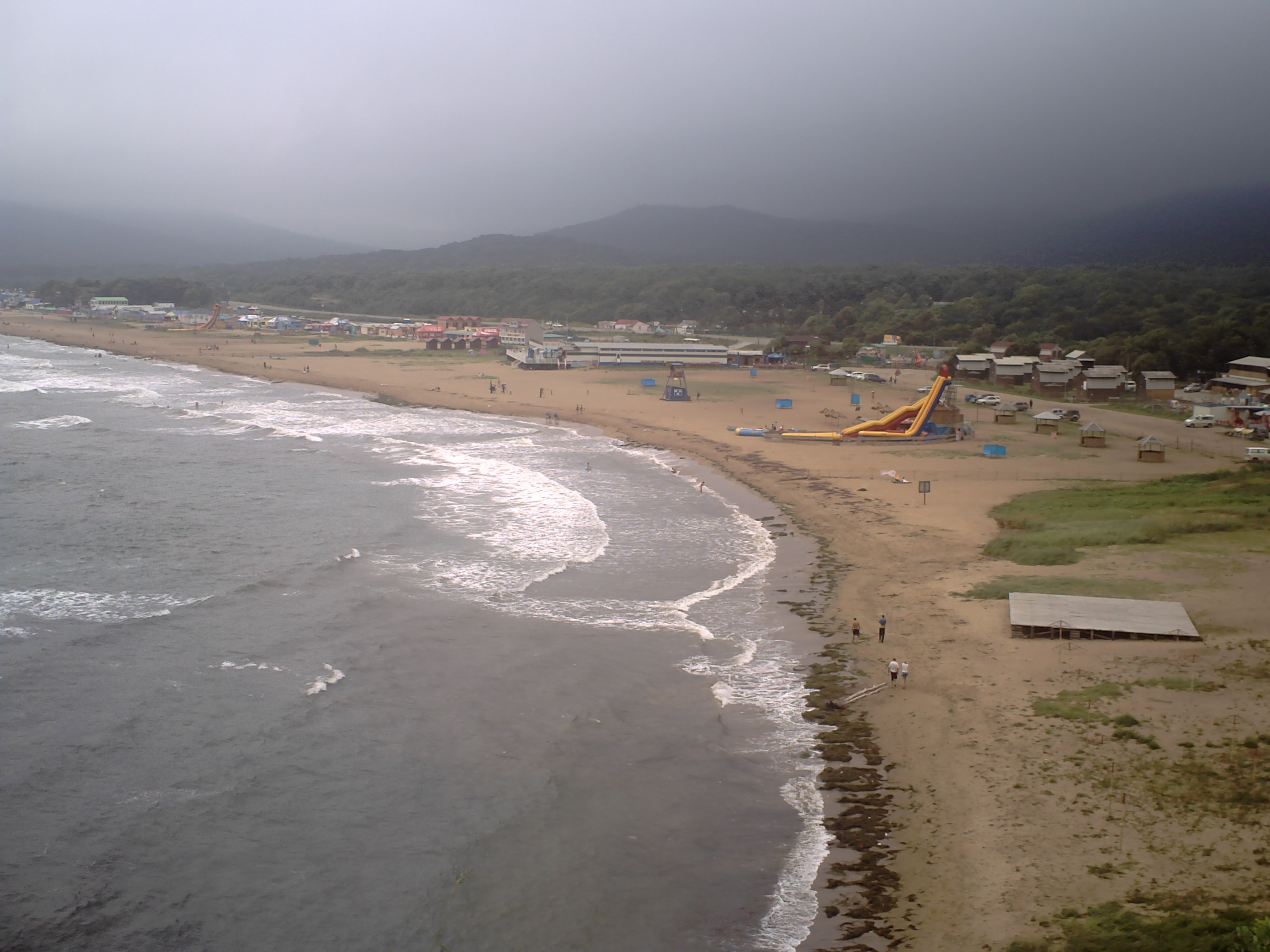
Shamora à la hauteur de la plage de la saison

Chamora (en russe : Шамора) est le nom chinois et le nom russe traditionnel de la baie Lazournaïa (en russe : Бухта Лазурная, boukhta Lazournaïa), qui fait partie de la baie de l'Oussouri, dans la mer du Japon. Chamora se trouve à 20 km au nord-est de la ville de Vladivostok. L'entrée de la baie mesure 1,9 km de largeur.
Dans les années 1970, lors de la russification des noms chinois du kraï du Primorie, la baie fut officiellement renommée Lazournaïa, mais l'ancien nom est resté populaire et continue d'être utilisé. La signification du nom chinois, « désert de sable », se réfère aux plages de sable qui attirent de nombreux vacanciers de Vladivostok et d'autres villes de l'Extrême-Orient russe. Le long de la côte, sont disséminés des maisons de repos et des sanatoriums. L'intérieur est formé de collines boisées.

## Divers
- Chamora est le site du festival annuel de musique « Primorskie strouny » (Приморские струны)
- Le groupe de rock russe Mumiy Troll (Мумий Тролль), de Vladivostok, a intitulé un de ses albums « Chamora ».